# Веселин Дремджиев
Веселин Дремджиев е български журналист, телевизионен и радиоводещ.

## Биография
Роден е на 29 март 1958 г. във Варна. Работи като репортер в програма „Хоризонт“ на Българското национално радио и вестник „Отечествен фронт“. Завежда международния отдел във вестник „Народна младеж“, репортер и водещ на централната информационна емисия „По света и у нас“ на Българската национална телевизия. 
От 1985 до 1990 г. е агент с псевдонима Богдан на Шесто управление на Държавна сигурност за борба с идеологическата диверсия. Aгентурната му дейност е свързана с отдел 02, който отговаря за борба с идеологическата диверсия и друга подривна дейност сред младежта и спорта, българските и чуждестранните студенти, аспиранти, специализанти и преподаватели и по-специално за отделение 02, натоварено с „вражеските” прояви сред младежта в страната и международния младежки и спортен обмен.
Работи в Радио „Франс Интернасионал“, Ефир 2, ТВ 7. Директор е на новините в телевизия България Он Еър (2012 – 2016) и водещ на коментарното предаване „Денят он ер“ (до 1 февруари 2016 г.).
Водещ е на предаването „Денят с Веселин Дремджиев“ по телевизия TV1  и Евроком https://www.youtube.com/@MrDREMDJIEV